# سوویتواتر (تگزاس)
سوویتواتر، تگزاس(به انگلیسی: Sweetwater, Texas) شهری در ایالت تگزاس از ایالات جنوبی ایالات متحده آمریکا است. در سرشماری سال ۲۰۰۰، جمعیت این شهر ۱۱۴۱۵ نفر اعلام شد.